# Pasterka
Pasterka là một Thánh lễ nửa đêm được các tín đồ Công giáo La Mã cử hành trong Lễ Giáng Sinh trong khoảng thời gian giữa ngày 24 và 25 tháng 12 khắp Ba Lan. Một cái tên được dịch sát nghĩa hơn của lễ này là "Thánh lễ Shepherds" (theo nghĩa đen là 'thuộc về những người chăn cừu' trong tiếng Ba Lan), liên quan đến những người chăn cừu trong Kinh Thánh được một thiên sứ đến thăm và kể về sự ra đời của Giê-su. Trong thời gian tổ chức Thánh lễ Pasterka, người Ba Lan hát bài hát kolędy truyền thống, các bài hát mừng Lễ Giáng Sinh theo calendae La Mã trong niềm hân hoan mừng thánh lễ.

## Các lễ kỷ niệm
Mặc dù thánh lễ Pasterka gắn liền với thời gian cụ thể trong phụng vụ Kitô giáo, nhưng không phải là giờ thực tế của buổi đêm để khẳng định ý nghĩa của lễ. Theo điển lễ Ba Lan về Tiệc Thánh, Pasterka chỉ được định nghĩa theo kiểu cầu nguyện và trong các văn bản Kinh Thánh được sử dụng trong các lễ dịp Giáng Sinh. Thánh lễ này có thể được tổ chức nhiều lần vào ngày 24 tháng 12, ở nhiều địa điểm bởi linh mục của giáo xứ; tại nhà thờ và tại một nhà nguyện gần đó. Thông thường, có hai (hoặc có khi là ba) thánh lễ Pasterka được tổ chức liền nhau – các lễ sớm dành cho gia đình có trẻ em, sau đó là lễ lúc 9 và 10 đêm cho người trẻ, và lễ cuối cùng lúc 12:00 khuya, dành cho người lớn.

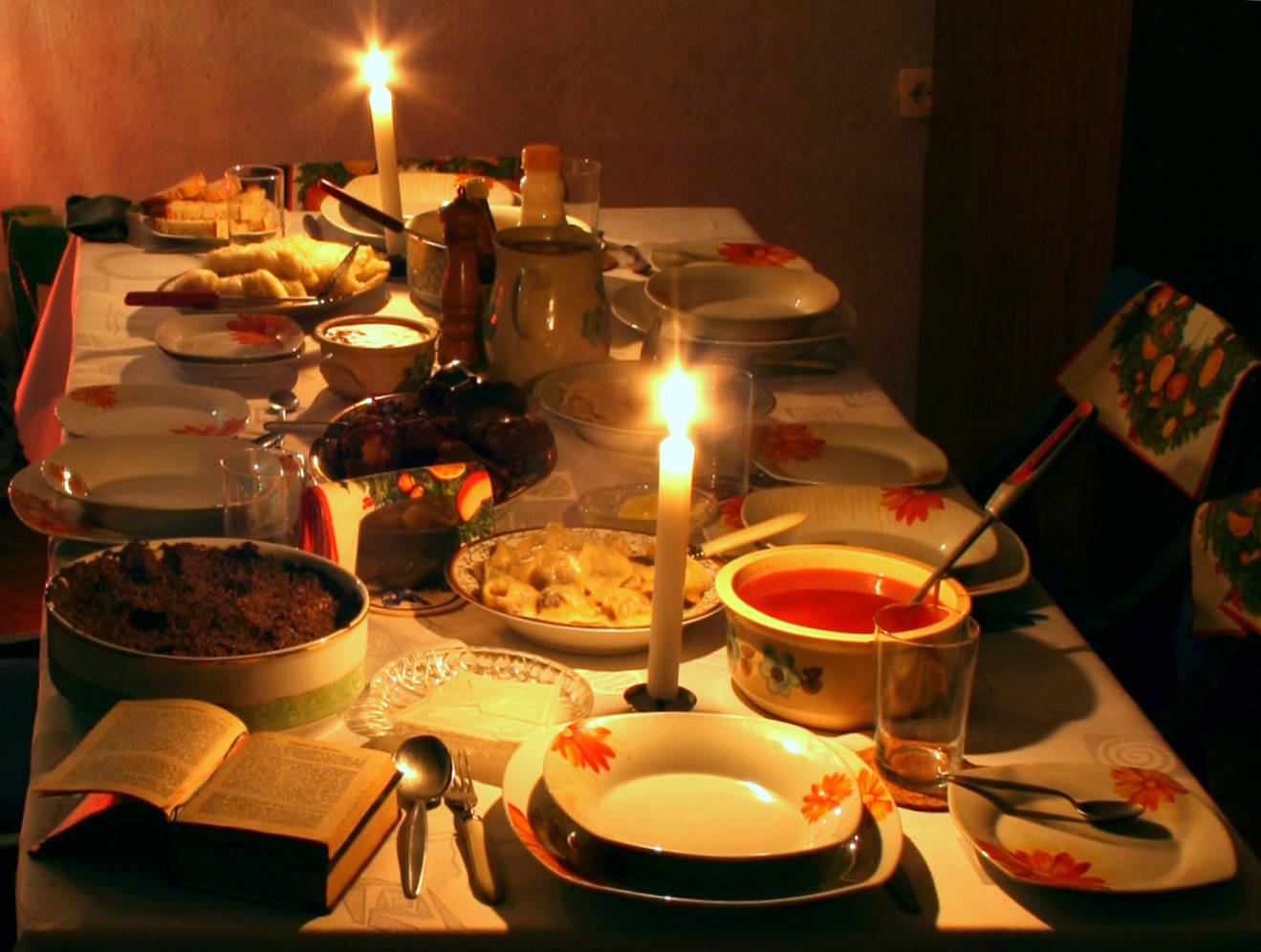
Bữa ăn tối Wigilia trước khi hát mừng trong thánh lễ Pasterka

Việc tham gia vào các buổi lễ mừng sự giáng sinh của Giêsu là điều bắt buộc đối với toàn bộ các tín đồ Công giáo. Họ được quyền lựa chọn tham gia vào bất cứ một, hoặc thậm chí nhiều hơn một, trong các thánh lễ buổi tối. Các linh mục có thể gọi toàn bộ các thánh lễ là Pasterka, mặc dù chúng được các giám mục gọi tên một cách chính thức là các thánh lễ Wigilia thay vì gọi là đại thánh lễ lúc nửa đêm. Giờ chính xác mà Chúa Giêsu ra đời không được ghi lại chính xác trong các sách phúc âm kinh điển cho phép lựa chọn thời gian lý tưởng để thực hiện nghi lễ cầu nguyện vào dịp đó. Trong đêm vọng Lễ Giáng Sinh (ngày 24 tháng 12) và trong Lễ Giáng Sinh, các thánh lễ có thể được tổ chức từ ba văn bản phụng vụ khác nhau, mỗi văn bản phù hợp với một bí tích của Tiệc Thánh.  Trong những giờ đầu, những người thờ cúng có thể dự lễ chờ Mùa Vọng nhưng không có nghĩa là họ được miễn tham gia thánh lễ Giáng sinh mừng Chúa ra đời được tổ chức sau đó.
Không có các thánh lễ vào buổi chiều muộn của ngày 24 tháng 12 vì đây là thời gian dành cho Wigilia - bữa ăn tối tại nhà theo truyền thống. Thánh lễ tối đầu tiên của đêm vọng Lễ Giáng Sinh (sau Wigilia) được tổ chức vào khoảng 4 chiều hoặc muộn hơn trước 8 tối, tiếp theo là thánh lễ 10 giờ tối và Thánh lễ Nửa đêm kéo dài một giờ, bắt đầu từ lúc 12 giờ khuya. Âm nhạc của Thánh lễ Nửa đêm bắt đầu ngay khi mở các cửa lúc 11:00  giờ đêm. Lễ ban phước cho Máng cỏ Giáng sinh có thể được diễn ra trước, hoặc sau các bài giảng khi các linh mục mở các cảnh Chúa giáng sinh Kraków szopka đặt phía trước bàn thờ chính. Theo truyền thống, buổi lễ kết thúc bằng Ban phép lành toàn xá. Các thánh lễ ngày hôm sau có thể hoán đổi tùy theo kinh thánh, cho phép giáo dân linh hoạt trong việc tự lựa chọn giờ tham gia lễ. Lễ Giáng Sinh bắt đầu với thánh lễ buổi sáng sớm, sau đó là các lễ vào ban ngày.
Pasterka là một thánh lễ Kitô giáo đặc trưng cho các buổi lễ mừng Chúa giáng sinh tại Ba Lan. Tham gia thánh lễ Pasterka cũng có nghĩa là tham gia Lễ Giáng Sinh. Trong dịp này, khá nhiều tín đồ Công giáo dự 2 lần thánh lễ và họ được các linh mục khuyến khích làm như vậy.